# جورجينيو (لاعب كرة قدم مواليد 1977)
جورجينيو (بالبرتغالية: Jorge Luiz Sousa‏) هو لاعب كرة قدم برازيلي في مركز الوسط، ولد في 6 مايو 1977 في غويانيا في البرازيل. لعب مع أتلتيكو باراناينسي وسانتو أندريه وسبورتينغ براغا وغازي عنتاب سبور وفيتوريا سيتوبال ونادي بورتو ونادي ريو أفي ونادي غاما.

## وصلات خارجية
- جورجينيو (لاعب كرة قدم مواليد 1977) على موقع اتحاد تركيا (لاعب) (الإنجليزية)
- جورجينيو (لاعب كرة قدم مواليد 1977) على موقع قاعدة بيانات كرة القدم.إي يو (الإنجليزية)
- جورجينيو (لاعب كرة قدم مواليد 1977) على موقع Soccerway.com (الإنجليزية)